# Callicebus brunneus
Il callicebo bruno (Callicebus brunneus Wagner) è un primate platirrino della famiglia dei Pitecidi.
Veniva un tempo considerata una sottospecie di Callicebus moloch (Callicebus moloch ornatus), dalla quale si differenzia per la colorazione maggiormente tendente al bruno, ma soprattutto per la mancanza del rosso ventrale.
Vive in una zona piuttosto estesa del Brasile centrale, fino al confine con la Bolivia. Abita le zone di foresta pluviale, sempre in prossimità di una fonte d'acqua permanente.
Si tratta di animali diurni ed arboricoli: di notte sono soliti cercare rifugio nel folto della vegetazione o nelle cavità dei tronchi d'albero, che spesso si trovano a dividere con animali notturni (scimmie notturne su tutti). Anche durante le ore più torride del giorno possono cercare rifugio dalla calura nella vegetazione più fitta.

Vivono in coppie od in gruppi che contano fino a cinque individui, composti da una coppia riproduttrice e dai cuccioli di vari parti. Ciascun gruppo delimita un proprio territorio, che viene difeso accanitamente da eventuali intrusi conspecifici.

Si nutrono principalmente di frutta, ma non disdegnano di integrare la dieta con insetti o piccoli vertebrati.
La femmina partorisce un cucciolo all'anno, in casi eccezionali anche due gemelli, tuttavia in questi casi uno dei due cuccioli (solitamente il più piccolo) viene abbandonato. Il cucciolo viene accudito principalmente dal padre, a volte coadiuvato dagli altri figli più grandi, fino alla sua indipendenza.

All'età di tre anni, i cuccioli raggiungono la maturità sessuale e si allontanano dal gruppo natio, cercando un compagno per stabilirsi in un nuovo territorio.

## Status e conservazione
Le principali minacce per questa specie sono gli insediamenti rurali, l'agricoltura, l'espansione urbana, la deforestazione, l'estensione della rete energetica, l'aumento della costruzione di strade, la riduzione dell'habitat e la caccia. Si sospetta che la popolazione sia diminuita di oltre il 30% in tre generazioni (27 anni).